# Док тебе нисам срео
Док тебе нисам срео  је сингл Томе Здравковића из 1969. године.